# Pariah's Child World Tour
Es la octava gira de la banda de metal sinfónico Sonata Arctica. Comenzó el 10 de abril de 2014 y terminó el 22 de agosto de 2015. Se realizó para presentar su disco Pariah's Child. En esta gira recorrieron todo el mundo, incluso la parte sur del continente americano. Recorrieron Brasil durante 10 fechas en esta gira. Es la primera gira con Pasi Kauppinen en el bajo tras la salida de Marko Paasikoski, lo que significaría su debut. Se realizaron un total de 117 conciertos por todo el mundo, lo que fue la segunda gira más larga en su historia. Por primera vez llegaron a Puerto Rico el 17 de octubre de 2014 en el marco de la presentación de este disco. Luego de esta larga gira que recorrieron con el álbum, la banda se tomó un descanso hasta febrero de 2016 cuando realizaron el Worldwide Tour 2016 que duró hasta el lanzamiento de su nuevo disco, que se titula The Ninth Hour.

## Shows por los 15 años, lanzamiento del disco y gira

### 2014
Comienzan un nuevo año tocando el 29 de enero en The Circus. Al día siguiente hacen lo suyo en Tampere-talo, siendo estos los que dieron comienzo a los festejos por los 15 años. Luego tocaron en Verkatehdas. El 1 de febrero hacen de la partida en Kerubi. Una semana después participan de la edición número 12 del Radio Rock Risteyli. El 9 de febrero tocaron en Tavastia. Los días 11 y 12 de febrero hicieron lo suyo en Sibeliustalo y Lutakko. El 13 de febrero tocaron en Rauhalahti, y al día siguiente la banda hizo lo propio en Rytmikorjaamo. El 15 de febrero dieron un concierto en Logomo. Los días 5, 6, 7 y 9 de marzo dieron 4 conciertos en México. El 11 de marzo volvieron a tocar en Perú, y el concierto se desarrolló en C. C. Scencia. El 13 de marzo volvieron a tocar en Colombia tras un año. El concierto tuvo lugar en el Teatro ECCI El Dorado. Entre el 15 y 19 de marzo dieron 5 shows en Brasil. El 21 de marzo dieron un recital en el Teatro Caupolicán, y justo tocaba Rata Blanca en el Teatro Gran Ituzaingó en su Gira 2014. Al día siguiente, la banda regresó a la Argentina, lo que fue su cuarta visita al país. El concierto se desarrolló en la filial bonaerense del Teatro Vórterix. El 23 de marzo, la banda regresó a Uruguay tras casi 4 años, en un show que tuvo lugar en La Trastienda Club. Esos dos días Rata Blanca hizo lo suyo en el Teatro Colonial y en Encuentro Club. El 25 de marzo dieron otro show en la Argentina, que tuvo lugar en el Meet Dance Club. El 28 de marzo salió este disco, mientras que en otros países salió en abril. Este es el primer disco con Pasi Kauppinen en el bajo, con quien arrancaron la gira el 10 de abril con un show en Effenaar, para partir a Bélgica el día siguiente, participando así del Durbuy Rock Festival 2014.  El 13 de abril dieron un show en Melkweg The Max, y entre el 14 y 26 de abril dieron una gira de 9 shows por Alemania, y uno en Francia. Al día siguiente tocaron otra vez en Suiza, repitiendo lo hecho en las giras anteriores, en un show que tuvo lugar nuevamente en la Z7 Konzertfabrik. El 28 de abril regresaron a Italia para tocar en el Live Club, y dos días después volvieron a Hungría, tocando otra vez en el Club 202 como en la gira anterior. El 1 de mayo regresaron otra vez a la República Checa nuevamente, y su show tuvo lugar en el Retro Music Hall, y luego tocaron en Austria el 2 de mayo, en un show que tuvo lugar en Szene. Dos días después tocaron en Transbordeur, en su nuevo regreso a Francia. El 5 y 6 de mayo volvieron nuevamente a España, dando así dos shows en la Sala Bikini y en la Sala Arena. Un mes después volvieron nuevamente a Finlandia para participar del South Park 2014, y al día siguiente participaron del Kivenlahti Rock 2014. 21 días después se dieron el lujo de tocar en el Mustakari in Memories 2014. El 4 de julio volvieron a participar en una nueva edición del Ruisrock. Al día siguiente participaron en el Toranda Parkfest 2014. El 12 de julio tocaron en el Pioneerifestivaali 2014 desarrollado en Pioneeripuisto. El 19 de julio tuvieron la oportunidad de formar parte del Sotkamon Syke 2014. El día 25 participaron en la edición 2014 del Qstock Festival. El 2 de agosto volvieron nuevamente a la República Checa para formar parte del Ostrava v Plamenech 2014 desarrollado en Dolní oblast Vitkovice. El 8 de agosto se cumplieron 15 años desde que realizaron su primera gira, y lo festejaron dando un recital en Kirjurinluoto en el marco del Porispere 2014. Entre el 3 de septiembre y el 15 de octubre realizaron una gira de 33 shows por Estados Unidos y Canadá, y el 17 de octubre debutaron por primera vez en la historia en Puerto Rico. El 24 y 25 de octubre tocaron en Radio Rock y Messukeskus, ya de regreso a Finlandia otra vez. El 2 y 3 de noviembre volvieron a Rusia tras un año. Su última visita fue en febrero de 2013 en el marco del Stones Grow Her Name World Tour. . En diciembre despiden el año tocando en Verkatehdas el 3 de diciembre, en The Circus el 4 de diciembre, en Lutakko el 5 de diciembre, y por último en Rytmikorjaamo el 6 de diciembre. Y así terminó la primera parte de la gira.

### 2015
Comienzan el año tocando el 14 de enero en Super Park de Oulu. El 15 de enero tocaron en M/S Baltic Princess de Turku, y al día siguiente tocaron en la filial sueca. El día 17 tocaron en Pakkahuone. El 24 de enero, Sonata Arctica dio un recital en Lumilinna. El día 29, la banda vuelve a tocar en Kerubi, y al día siguiente hicieron lo suyo en Kylpylähotelli Rauhalahti. Entre el 21 de febrero y el 6 de marzo dieron 10 shows en Brasil, y el 8 de marzo volvieron a la Argentina para tocar otra vez en el Teatro de Flores. El 11 y 13 de marzo dieron dos conciertos en Chile, y las sedes fueron el Teatro Cariola y el Estadio Green Cross. Dos días después debutaron por primera vez en Bolivia, y el concierto tuvo lugar en el Teatro al Aire Libre de La Paz, donde tocó Rata Blanca el 14 de julio de 2012. El 18 y 19 de marzo dieron shows en Perú y Colombia, y sus sedes fueron la Discoteca Céntrica y el Teatro Metropol. El 21 de marzo Sonata Arctica dio un recital en el Café Iguana. En la fecha siguiente tocaron en el Circo Volador. En mayo vuelven a los escenarios con 5 shows en Japón, el último fue en el LOUD & METAL ATTACK FESTIVAL 2015. El 6 de junio, ya de regreso otra vez a Finlandia luego de esa gira sudamericana-asiática, la banda tocó en Laulurinne. El 20 de junio regresaron a Bélgica para formar parte del Graspop Metal Meeting 2015, y el 12 de julio volvieron nuevamente a la República Checa para participar del Masters of Rock Festival 2015. Al día siguiente volvieron a Austria, volviendo a tocar en Szene. Dos días después tocaron en Rumania, y el show se desarrolló en Arenele Romane. El 16 de julio volvieron a Alemania para participar del Bang Your Head 2015. Ya de regreso a Finlandia, el 26 de julio tocaron en Olavinlinna. El 31 de julio tocaron en el Ratinan Stadion. Al día siguiente, la banda participa del Kuopio RockCock 2015. 5 días después, es decir el 6 de agosto tocaron en España, en donde participaron del Leyendas del Rock 2015. El festival se desarrolló en el Polideportivo Municipal de Villena. 8 días después regresaron nuevamente a Finlandia para tocar en el RunniRock 2015. El 15 de agosto volvieron a Suecia para tocar en Rockstad Falun, en el Sabaton Open Air 2015. El 21 de agosto volvieron a Eslovaquia para ser parte del More Than Fest 2015, y finalmente, el 22 terminan la gira con un show en Pakkahuone.

## Shows por los 15 años
- 29 de enero de 2014 - The Circus, Helsinki
- 30 de enero de 2014 - Tampere-talo, Tampere
- 31 de enero de 2014 - Verkatehdas, Hämeenlinna
- 1 de febrero de 2014 - Kerubi, Joensuu
- 8 de febrero de 2014 - M/S Silja Europa, Helsinki
- 9 de febrero de 2014 - Tavastia, Helsinki
- 11 de febrero de 2014 - Sibeliustalo, Lahti
- 12 de febrero de 2014 - Lutakko, Jyväskylä
- 13 de febrero de 2014 - Rauhalahti, Kuopio
- 14 de febrero de 2014 - Rytmikorjaamo, Seinäjoki
- 15 de febrero de 2014 - Logomo, Turku
- 5 de marzo de 2014 - Escena Disco, Monterrey
- 6 de marzo de 2014 - 307 Live, Chihuahua
- 7 de marzo de 2014 - José cuervo Salón, Ciudad de México
- 9 de marzo de 2014 - Explanada Expo Obregón, Ciudad Obregón
- 11 de marzo de 2014 - C. C. Scencia, Lima
- 13 de marzo de 2014 - Teatro ECCI El Dorado, Bogotá
- 15 de marzo de 2014 - Orla - Clube de Engenharia, Brasilia
- 16 de marzo de 2014 - Music Hall, Belo Horizonte
- 17 de marzo de 2014 - Teatro Rival BR, Río de Janeiro
- 18 de marzo de 2014 - Teatro Rival BR, Río de Janeiro
- 19 de marzo de 2014 - Carioca Club, São Paulo
- 21 de marzo de 2014 - Teatro Caupolicán, Santiago
- 22 de marzo de 2014 - Teatro Vórterix, Colegiales
- 23 de marzo de 2014 - La Trastienda Club, Montevideo
- 25 de marzo de 2014 - Meet Dance Club, Cipolletti

## Conciertos de la gira
- 10 de abril de 2014 - Effenaar, Eindhoven
- 11 de abril de 2014 - Rue du Sassin, Bomal
- 13 de abril de 2014 - Melkweg The Max, Ámsterdam
- 14 de abril de 2014 - Markthalle, Hamburgo
- 16 de abril de 2014 - Meier Music Hall, Baunschweig
- 17 de abril de 2014 - C-Club, Berlín
- 18 de abril de 2014 - Hellraiser, Leipzig
- 19 de abril de 2014 - Matrix, Bochum
- 21 de abril de 2014 - Colos-Saal, Aschaffenburg
- 22 de abril de 2014 - Garage, Saarbrücken
- 23 de abril de 2014 - Le Bataclan, París
- 24 de abril de 2014 - Rockfabrik, Luisburgo
- 26 de abril de 2014 - Hirsch, Núremberg
- 27 de abril de 2014 - Z7 Konzertfabrik, Pratteln
- 28 de abril de 2014 - Live Club, Trezzo sull'Adda
- 30 de abril de 2014 - Club 202, Budapest
- 1 de mayo de 2014 - Retro Music Hall, Praga
- 2 de mayo de 2014 - Szene, Viena
- 4 de mayo de 2014 - Transbordeur, Villeurbanne
- 5 de mayo de 2014 - Sala Bikini, Barcelona
- 6 de mayo de 2014 - Sala Arena, Madrid
- 6 de junio de 2014 - Eteläpuisto, Tampere
- 7 de junio de 2014 - Leppävaaran Urheilupuisto, Espoo
- 28 de junio de 2014 - Mustakari Festival Grounds, Kokkola
- 4 de julio de 2014 - Ruissalo, Turku
- 5 de julio de 2014 - Hellälä Näätsarentie, Tornio
- 12 de julio de 2014 - Pioneeripuisto, Koria
- 19 de julio de 2014 - Sokos Hotel Vuokatti, Vuokatti
- 25 de julio de 2014 - Kuusisaari, Oulu
- 2 de agosto de 2014 - Dolní oblast Vitkovice, Ostrava
- 8 de agosto de 2014 - Kirjurinluoto, Pori
- 3 de septiembre de 2014 - Mexicali Live, Teaneck
- 4 de septiembre de 2014 - Stage 48, Nueva York
- 5 de septiembre de 2014 - Trocadero Theatre, Filadelfia
- 6 de septiembre de 2014 - Upstairs at the Palladium, Worcester
- 8 de septiembre de 2014 - Club Soda, Montreal
- 9 de septiembre de 2014 - Imperial de Quebec, Quebec
- 10 de septiembre de 2014 - Mavericks, Ottawa
- 11 de septiembre de 2014 - Virgin Mobile Mod Club, Toronto
- 13 de septiembre de 2014 - Baltimore Sound Stage, Baltimore
- 14 de septiembre de 2014 - Altar Bar, Pittsburgh
- 16 de septiembre de 2014 - Agora, Cleveland
- 17 de septiembre de 2014 - Mojoe's, Joliet
- 19 de septiembre de 2014 - The Park Theatre, Winnipeg
- 20 de septiembre de 2014 - The Exchange, Regina
- 21 de septiembre de 2014 - The Starlite Room, Edmonton
- 22 de septiembre de 2014 - The Republik, Calgary
- 24 de septiembre de 2014 - Venue, Vancouver
- 25 de septiembre de 2014 - El Corazón, Seattle
- 26 de septiembre de 2014 - Hawthorne Theatre, Portland
- 28 de septiembre de 2014 - The Grand Ballroom at the Regency Center, San Francisco
- 29 de septiembre de 2014 - House of Blues, West Hollywood
- 30 de septiembre de 2014 - City National Grove of Anaheim, Anaheim
- 1 de octubre de 2014 - Club -Red, Mesa
- 4 de octubre de 2014 - Bluebird Theatre, Denver
- 5 de octubre de 2014 - Granada Theatre, Lawrence
- 7 de octubre de 2014 - Tricky Falls, El Paso
- 8 de octubre de 2014 - Backstage Live, San Antonio
- 9 de octubre de 2014 - Trees, Dallas
- 10 de octubre de 2014 - Scout Bar, Houston
- 12 de octubre de 2014 - Diamond Pub Concert Hall, Louisville
- 13 de octubre de 2014 - Heaven The Masquerade, Atlanta
- 14 de octubre de 2014 - House of Blues, Lake Buena Vista
- 15 de octubre de 2014 - The Orpheum, Ybor City
- 17 de octubre de 2014 - Bahía Urbana, San Juan
- 24 de octubre de 2014 - Radio Rock, Helsinki
- 25 de octubre de 2014 - Messukeskus, Helsinki
- 2 de noviembre de 2014 - Volta Club, Moscú
- 3 de noviembre de 2014 - RKK "Avrora", San Petersburgo
- 3 de diciembre de 2014 - Verkatehdas, Hämeenlinna
- 4 de diciembre de 2014 - The Circus, Helsinki
- 5 de diciembre de 2014 - Lutakko, Helsinki
- 6 de diciembre de 2014 - Rytmikorjaamo, Seinäjoki
- 14 de enero de 2015 - Super Park, Oulu
- 15 de enero de 2015 - M/S Baltic Princess, Turku
- 16 de enero de 2015 - M/S Baltic Princess, Estocolmo
- 17 de enero de 2015 - Pakkahuone, Tampere
- 24 de enero de 2015 - Lumilinna, Kemi
- 29 de enero de 2015 - Kerubi, Joensuu
- 30 de enero de 2015 - Kylpylähotelli Rauhalahti, Kuopio
- 21 de  febrero de 2015 - Complexo Armazém, Fortaleza
- 22 de  febrero de 2015 - Clube Internacional, Recife
- 24 de  febrero de 2015 - Tatau Show Club, Manaos
- 26 de  febrero de 2015 - Mirage Eventos, Limeira
- 27 de  febrero de 2015 - Centro de Eventos Pedro Bartolosso, Osasco
- 28 de  febrero de 2015 - Aquarius Rock Bar, São Paulo
- 1 de marzo de 2015 - Music Hall, Belo Horizonte
- 3 de marzo de 2015 - Circo Voador, Río de Janeiro
- 5 de marzo de 2015 - Vanilla Music Hall, Coritiba
- 6 de marzo de 2015 - Bar Opinião, Porto Alegre
- 8 de marzo de 2015 - El Teatro, Flores
- 11 de marzo de 2015 - Teatro Cariola, Santiago
- 13 de marzo de 2015 - Estadio Green Cross, Antofagasta
- 15 de marzo de 2015 - Teatro al Aire Libre, La Paz
- 18 de marzo de 2015 - Discoteca Céntrica, Lima
- 19 de marzo de 2015 - Teatro Metropol, Bogotá
- 21 de marzo de 2015 - Café Iguana, Monterrey
- 22 de marzo de 2015 - Circo Volador, México DF
- 18 de mayo de 2015 - Club Quattro, Hiroshima
- 20 de mayo de 2015 - Club Quattro, Osaka
- 21 de mayo de 2015 - Nagoya Club Quattro, Nagoya
- 22 de mayo de 2015 - Shibuya Club Quattro, Tokio
- 23 de mayo de 2015 - Shinkiba Studio Coast, Tokio
- 6 de junio de 2015 - Laulurinne, Joensuu
- 20 de junio de 2015 - Boeretang, Dessel
- 12 de julio de 2015 - Areál likérly R. Jelínek, Vizovice
- 13 de julio de 2015 - Szene, Viena
- 15 de julio de 2015 - Arenele Romane, Bucarest
- 16 de julio de 2015 - Messegelände, Balingen
- 26 de julio de 2015 - Olavinlinna, Savonlinna
- 31 de julio de 2015 - Ratinan Stadion, Tampere
- 1 de agosto de 2015 - Väinölänniemi, Kuopio
- 6 de agosto de 2015 - Polideportivo Municipal, Villena
- 14 de agosto de 2015 - Runnin Kylpylä, lisalmi
- 15 de agosto de 2015 - Rockstad Falun, Falun
- 21 de agosto de 2015 - Amfitéater, Banská Bystrica
- 22 de agosto de 2015 - Pakkahuone, Tampere

## Formación durante la gira
- Tony Kakko - Voz
- Elias Viljanen - Guitarra
- Pasi Kauppinen - Bajo
- Henrik Klingenberg - Teclado
- Tommy Portimo - Batería